# Alexander Nylander
Alexander Maximiliam Michael Junior Nylander Altelius (ur. 2 marca 1998 w Calgary, Alberta, Kanada) – szwedzki hokeista.
Hokeistami zostali także jego ojciec Michael (ur. 1972), wujkowie Peter (ur. 1976) i Thommy (ur. 1989) oraz brat William (ur. 1998).

## Kariera klubowa
- SDE HF U16 (2012-2013)
- SDE HF U16 (2013-2014)

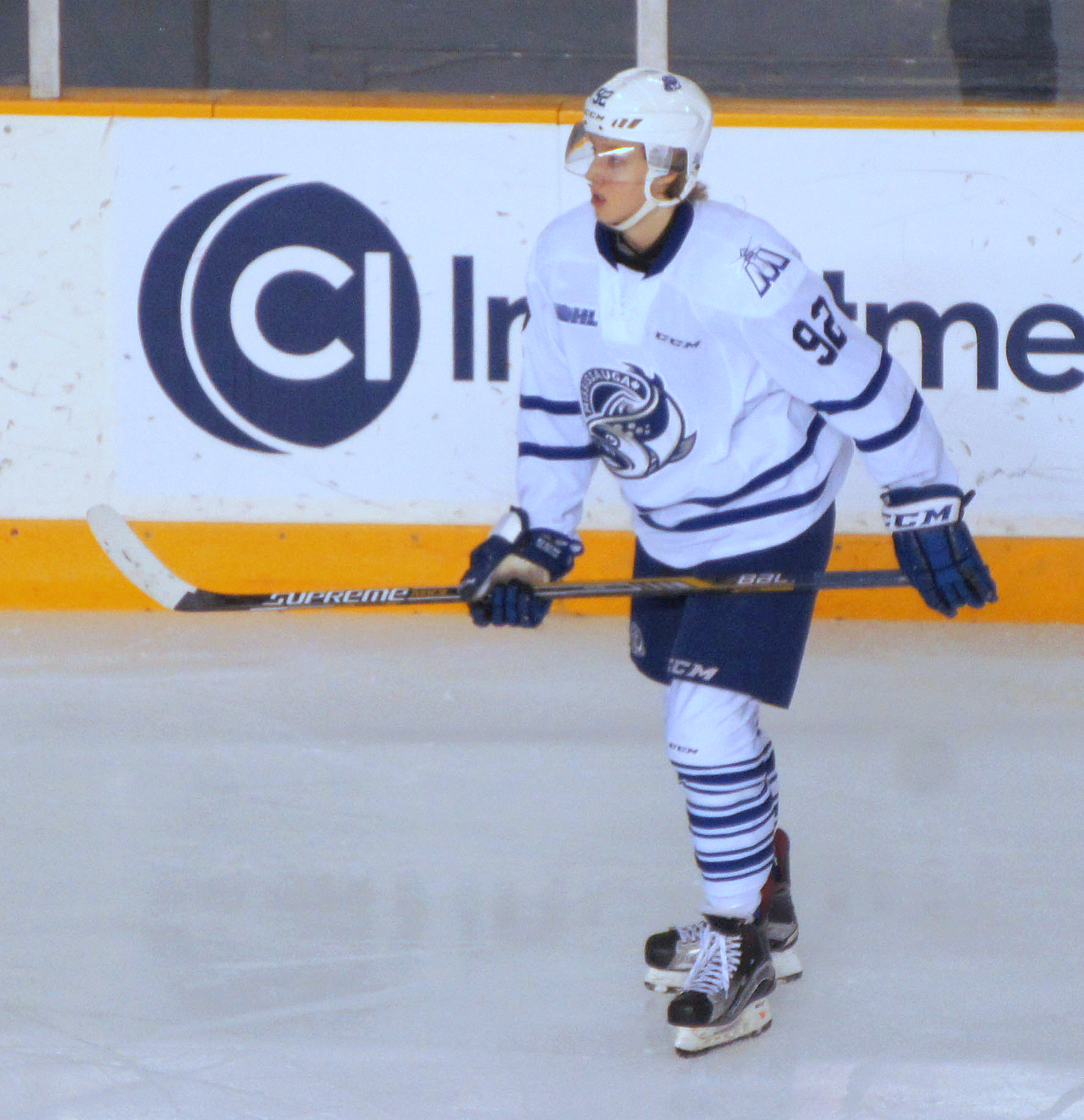
Alexander Nylander w barwach Mississauga Steelheads (2016)

- Södertälje SK J18 (2013-2014)
- AIK J18 (2014-2015)
- AIK J20 (2014-2015)
- AIK (2014/2015)
- Mississauga Steelheads (2015-2016)
- Rochester Americans (2016-2019)
- Buffalo Sabres (2016-2019)
- Chicago Blackhawks (2019-)

Urodził się w kanadyjskim mieście Calgary, gdzie jego ojciec Michael Nylander był wówczas zawodnikiem drużyny hokejowej Calgary Flames w północnoamerykańskich rozgrywkach NHL. Został wychowankiem amerykańskiego klubu Chicago Mission (również z racji ówczesnej gry ojca w Chicago, w miejscowej drużynie Chicago Blackhawks). Karierę rozwijał w juniorskich zespołach w Szwecji, w tym w AIK. W barwach drużyny seniorskiej AIK zadebiutował w rozgrywkach Allsvenskan edycji 2014/2015 w wieku 16 lat (wówczas w tym zespole grał także jego 42-letni ojciec Michael). We wrześniu 2015 został formalnie zawodnikiem klubu z pierwszej ligi SHL, z którego wówczas został wypożyczony do kanadyjskiego klubu Mississauga Steelheads w lidze juniorskiej OHL w strukturze CHL (w 2015 został wybrany przez ten klub w drafcie do CHL z numerem 12). Wraz z zespołem rozegrał sezon OHL 2015/2016 (od września 2015 asystentem trenera tej drużyny został jego ojciec Michael). W KHL Junior Draft z 2016 do rozgrywek rosyjskich KHL został wybrany przez klub Mietałłurg Magnitogorsk z numerem 53 w rundzie drugiej. W drafcie NHL z 20164 został wybrany przez amerykański klub Buffalo Sabres z numerem 8 w rundzie pierwszej (identyczna pozycja wyboru jak jego brata Williama dwa lata wcześniej). W połowie lipca 2016 podpisał trzyletni kontrakt wstępujący z Buffalo Sabres na występy w NHL. W październiku 2016 został przekazany do Rochester Americans w lidze AHL i rozegrał sezon AHL (2016/2017). 3 kwietnia 2017 zadebiutował w barwach Sabres w lidze NHL. W połowie 2019 przeszedł do Chicago Blackhawks.

## Kariera reprezentacyjna
Został reprezentantem Szwecji. Uczestniczył w turniejach mistrzostw świata do lat 17 w 2015, mistrzostw świata do lat 18 edycji 2016, mistrzostw świata do lat 20 edycji 2016, 2017, 2018.

## Sukcesy
Reprezentacyjne
- Brązowy medal mistrzostw świata do lat 17: 2015
- Srebrny medal Memoriału im. Ivana Hlinki: 2016
- Srebrny medal mistrzostw świata juniorów do lat 18: 2016

Klubowe
- Złoty meda TV-Pucken: 2013

Indywidualne
- J18 Elit (Wschód) 2013/2014:
  - Pierwsze miejsce w klasyfikacji asystentów: 17 asyst
- OHL / CHL 2015/2016:
  - Pierwsze miejsce w klasyfikacji asystentów wśród debiutantów w sezonie zasadniczym OHL: 47 asyst
  - Pierwsze miejsce w klasyfikacji kanadyjskiej wśród debiutantów w sezonie zasadniczym OHL: 75 punktów
  - Pierwszy skład gwiazd pierwszoroczniaków OHL
  - Trzeci skład gwiazd OHL
  - Emms Family Award - najlepszy debiutant CHL[14]
  - CHL Top Prospects Game
- Mistrzostwa świata do lat 18 w hokeju na lodzie mężczyzn 2016/Elita:
  - Czwarte miejsce w klasyfikacji asystentów turnieju: 8 asyst[15]
  - Piąte miejsce w klasyfikacji kanadyjskiej turnieju: 11 punktów[16]
- Mistrzostwa Świata Juniorów w Hokeju na Lodzie 2016/Elita:
  - Dziewiąte miejsce w klasyfikacji strzelców turnieju: 4 gole[17]
  - Szóste miejsce w klasyfikacji kanadyjskiej turnieju: 9 punktów[18]
- Mistrzostwa Świata Juniorów w Hokeju na Lodzie 2017/Elita:
  - Trzecie miejsce w klasyfikacji strzelców turnieju: 8 asyst[19]
  - Drugie miejsce w klasyfikacji kanadyjskiej turnieju: 12 punktów[20]
  - Czwarte miejsce w klasyfikacji +/- turnieju: +7[21]
  - Jeden z trzech najlepszych zawodników reprezentacji w turnieju[22]
  - Skład gwiazd turnieju[23]
- Mistrzostwa Świata Juniorów w Hokeju na Lodzie 2018/Elita:
  - Jeden z trzech najlepszych zawodników reprezentacji w turnieju[24]